# Opatrunek uciskowy
Opatrunek uciskowy – opatrunek mający na celu zatamowanie krwawienia. Zakłada się go używając jałowej gazy (lub innego materiału niekłaczkującego) oraz bandaża dzianego.
Istotą opatrunku uciskowego jest wywarty ucisk na ranę - powoduje to zmniejszenie krwawienia wskutek zamknięcia naczyń krwionośnych. Jako usztywniacza można użyć zrolowanego bandaża, płaskiego kamienia itp.
Znajduje zastosowanie np. przy krwotokach, amputacjach.